# カウガール・ブルース
『カウガール・ブルース』（原題：Even Cowgirls Get the Blues）は、1993年に公開されたアメリカ映画である。ガス・ヴァン・サント脚本、監督。1976年に発表されたトム・ロビンズの同名小説が原作。大きな親指を持つ主人公が社会に捉われず、自由な精神と愛を見出していくロード・ムービー。

## ストーリー
シシー・ハンクショーは、生まれつき人一倍大きな親指を両手に持っていた。成長した彼女はアメリカ中を縦断する無敵のヒッチハイカーになっていた。また、美しい容姿と長身を活かしてヨニヤム社で生理用品のモデルとして働くようになる。
半年前にモデルを解雇されたシシーは27歳になり、そろそろ生活に落ち着きが欲しいと考えていた。そこでヨニヤム社のカウンテスからネイティヴ・アメリカンの血を引く画家のジュリアンを紹介される。シシーは結局彼から離れるが、今度はカウンテスからCMモデルを依頼され、高級保養施設があるラバーローズ牧場へと向かった。そしてそこで働いていたカウガール達の自由奔放な生き方に刺激されていき、リーダー格であるジェリービーンと恋に落ちる。しかし、会社とカウガール達の対立による抗争に巻き込まれるようになり、シシーはひとり牧場から逃れる。

## キャスト
- シシー・ハンクショー：ユマ・サーマン
- ボナンザ・ジェリービーン：レイン・フェニックス
- デロレス・デル・ルビー：ロレイン・ブラッコ
- チンク：パット・モリタ
- ジュリアン・ギッチュ：キアヌ・リーブス
- ミス・エイドリアン：アンジー・ディキンソン
- カウンテス伯爵夫人：ジョン・ハート
- カーラ：キャロル・ケイン
- マリー・バース：ショーン・ヤング
- ハワード・バース：クリスピン・グローヴァー
- ルパート：エド・ベグリー・Jr
- ドレイファス医師：バック・ヘンリー
- マダム・ゾー：ロザンヌ・バー
- 監督：ウド・キア
- カウガール・ヘザー：ヘザー・グラハム
- ハンクショー夫人：グレイス・ザブリスキー